# El crucificado
El crucificado es una obra de teatro en tres actos escrita por Carlos Solórzano en el año de 1957. En ella se muestra una escena típica de la cultura cristiana, la representación de un Viernes Santo, escenificada cada año en la Semana Santa también llamada la pasión de Cristo pero llevada a un tiempo actual. Esta obra es una farsa trágica, y conforma una de las diez obras teatrales de este escritor.

## Personajes
- Jesús: Hombre de aproximadamente 30 años y de rasgos indígenas.
- María: Madre de Jesús, vieja del pueblo.
- María Magdalena: Mujer del pueblo.
- Un Cura.
- Cuatro apóstoles: Hombres del pueblo que representaran a Juan, Pedro, Mateo y Marcos.
- Hombres y mujeres del pueblo.

## Sinopsis
Toda la obra se sitúa en un pueblo común y corriente donde se va a realizar la representación de la Pasión de Cristo, Jesús quien es el hombre elegido para representar el papel de su homónimo presenta una serie de conflictos, sin embargo el pueblo espera con ansias el momento de sus aparición, sólo se están afinando los últimos detalles en la primera escena se encuentran Jesús, tres mujeres del pueblo y un hombre, es en ésta donde Jesús comienza a adquirir temor por su seguridad, acto seguido la escena se ve irrumpida por los apóstoles quienes motivan a Jesús y hacen que éste se adentre al papel por medio de la embriaguez. La obra arroja un desenlace trágico y muestra los límites y consecuencias de un fanatismo desbordado.
- Datos: Q5489997